# Bernice Hansen
Berneice Edna Hansell (Los Angeles, 11 de julho de 1897 - Los Angeles, 16 de abril de 1981), conhecida como Bernice Hansen, foi uma atriz norte-americana mais conhecida por fornecer a voz para personagens femininas e jovens em meados do final da década de 1930 para vários estúdios de desenho animado, a maioria principalmente a Warner Bros., onde ela interpretou Little Kitty em I Haven't Got a Hat (1935). 
Por causa da falta de créditos de voz na tela em desenhos animados ao longo dos anos 30, identificar muitos atores tem sido um desafio para os historiadores, resultando em suposições incorretas, especialmente com muitas vozes femininas retratando animais jovens que parecem muito semelhantes. Ela, por exemplo, foi incorretamente identificada como a dubladora de Sniffles.

## Início da vida e carreira
Hansell nasceu em Los Angeles, Califórnia, em 11 de julho de 1897 filha de Edward e T. Belle (Carey) Hansell. Seu pai era um inglês que chegou aos Estados Unidos em 1877. A mãe dela era de Iowa. Edward Hansell trabalhou como joalheiro e depois como oculista durante a década de 1920, e como operador de elevador durante a Depressão da década de 1930. Hansen encontrou trabalho como estenógrafa e depois como costureira na Warner Bros. Ela conseguiu encontrar trabalho em desenhos animados no Walt Disney Studio e criou os guinchos para Mickey Mouse. Nesse mesmo ano, ela encontrou trabalho nos estúdios Leon Schlesinger e Walter Lantz. 
Sua carreira de animação terminou no início dos anos 40. A essa altura, os personagens pequenos e "fofinhos" populares na década de 1930 (nos quais Hansen se especializou) estavam ficando fora de moda; Sara Berner, que tinha reputação de intérprete mais dinâmica e de personificadora qualificada, sucedeu Hansen como a voz feminina da Warner Bros. por grande parte dos anos 40. 

## Morte
Ela morreu em Los Angeles em 16 de abril de 1981, aos 83 anos. 